# Beckidia biraensis
Beckidia biraensis är en tvåvingeart som beskrevs av Oksana V. Zorina 2006. Beckidia biraensis ingår i släktet Beckidia och familjen fjädermyggor. Inga underarter finns listade i Catalogue of Life.